# 塞维利亚主教座堂
塞维利亚聖母主教座堂（西班牙語：Catedral de Santa María de la Sede de Sevilla）是西班牙安達盧西亞首府塞维利亚的一座教堂，是天主教塞维利亚總教區的主教座堂。它是世界最大的哥特式主教座堂之一，也是世界上第三大教堂。 1987年列為世界文化遺產。
它在16世紀建造完成時曾經一度取代聖索菲亞大教堂成為世上規模第一大的教堂，而在此之前聖索菲亞大教堂保有這個稱號將近一千年。主教座堂也作為哥倫布的埋骨之地。 

## 歷史
塞维利亚聖母主教座堂的所在地原是一座清真寺，完成於1198年。1248年改為天主教教堂。1401年，計劃重建新教堂。 1402年開始建造，直到16世紀完成。其中殿高42米，裝飾極為華麗。其钟楼为吉拉達。
這座教堂借鑒了清真寺的一些建築元素。這座教堂證明了塞维利亚的財富，以及曾經擁有的主要貿易中心的地位。